# Chalybeothemis
Chalybeothemis är ett släkte av trollsländor. Chalybeothemis ingår i familjen segeltrollsländor.
Kladogram enligt Catalogue of Life:
| Chalybeothemis | \| \| Chalybeothemis chini \| \| \| \| \| \| Chalybeothemis fluviatilis \| \| \| \| \| \| Chalybeothemis pruinosa \| \| \| \| |
|                | \| \| Chalybeothemis chini \| \| \| \| \| \| Chalybeothemis fluviatilis \| \| \| \| \| \| Chalybeothemis pruinosa \| \| \| \| |
|                | Chalybeothemis chini |
|                | |
|                | Chalybeothemis fluviatilis |
|                | |
|                | Chalybeothemis pruinosa |
|                | |